# Anton Gill
Pour les articles homonymes, voir Gill.
Anton Gill, également connu sous les noms de plume Oliver Bowden, Ray Evans et Antony Cutler, né le 22 octobre 1948 à Ilford en Angleterre, est un écrivain et historien britannique, auteur de roman policier historique. Il a créé le personnage du scribe Huy qui mène ses enquêtes dans l'Égypte antique.

## Biographie
Fils d'un père allemand et d'une mère britannique, Anton Gill grandit à Londres et fait des études supérieures à l'Université de Cambridge. Il devient ensuite acteur et directeur de théâtre, notamment du Royal Court Theatre de Londres, avant de travailler pour le Conseil des arts de Grande-Bretagne et pour la BBC comme scripteur et producteur. En 1984, il décide de se consacrer entièrement à l'écriture.
Historien, il s'intéresse surtout à l'histoire européenne contemporaine dans des ouvrages solidement documentés. Il remporte notamment le prix H.H. Wingate pour son récit The Journey Back from Hell (1988) sur les survivants des camps de concentration allemands pendant la Deuxième Guerre mondiale. Biographe, il signe des ouvrages des personnalités fort différentes, dont la mécène Peggy Guggenheim et le pirate William Dampier.
En 1991, il amorce une série de romans policiers historiques intitulée les Mystères égyptiens, ayant pour héros le scribe Huy, qui se déroule sous la XVIIIe dynastie, après la mort des pharaons Akhénaton et ses successeurs supposés Ânkh-Khéperourê et Smenkhkarê : l'action des romans se situe donc après la restauration de l'ancien régime, sous le règne de l'enfant-pharaon Toutânkhamon. À la différence d'Agatha Christie dans La mort n'est pas une fin, d'ailleurs situé à une période antérieure, la série des Mystères égyptiens s'intéresse de près aux guerres de pouvoir entre l'armée, le pharaon, les marchands et les prêtres, pour offrir une fresque complexe de l'antique société égyptienne.
Sous le nom d'Oliver Bowden, il est à l’origine de l’adaptation en roman de la série de jeux vidéo Assassin's Creed.
Après avoir résidé dans le quartier londonien de Bloomsbury, il vit maintenant à Paris.

## Œuvre

### SérieMystères égyptiens
Cette série a été publiée sous le nom d'Anton Gill.
1. La Cité de l'horizon, 10/18, coll. Grands Détectives no 2568, 1994 ((en) City of the Horizon, 1991)
2. La Cité des rêves, 10/18, coll. Grands Détectives no 2663, 1995 ((en) City of Dreams, 1993)
3. La Cité des morts, 10/18, coll. Grands Détectives no 2730, 1996 ((en) City of the Dead, 1993)
4. La Cité des mensonges, 10/18, coll. Grands Détectives no 2786, 1996 ((en) City of Lies, 1995)
5. La Cité du désir, 10/18, coll. Grands Détectives no 2977, 1998 ((en) City of Desire, 1996)
6. La Cité de la mer, 10/18, coll. Grands Détectives no 3046, 1999 ((en) City of the Sea, 1997)

### UniversAssassin’s Creed

#### SérieAssassin’s Creed
Cette série a été publiée sous le nom d'Oliver Bowden.
1. Assassin's Creed : Renaissance, Milady, 2010 ((en) Assassin's Creed: Renaissance, 2009)Réédition en septembre 2012 chez Castelmore
2. Assassin's Creed: Brotherhood, Milady, 2011 ((en) Assassin's Creed: Brotherhood, 2010)Réédition en octobre 2012 chez Castelmore
3. Assassin's Creed : La Croisade secrète, Milady, 2011 ((en) Assassin's Creed: The Secret Crusade, 2011)Réédition en novembre 2012 chez Castelmore
4. Assassin's Creed : Révélations, Milady, 2012 ((en) Assassin's Creed: Revelations, 2011)Réédition en juillet 2013 chez Castelmore
5. Assassin's Creed: Forsaken, Milady, 2012 ((en) Assassin's Creed: Forsaken, 2012)Réédition en avril 2014 chez Castelmore
6. Assassin's Creed: Black Flag, Milady, 2013 ((en) Assassin's Creed: Black Flag, 2013)Réédition en juin 2014 chez Castelmore
7. Assassin's Creed: Unity, Milady, 2014 ((en) Assassin's Creed: Unity, 2014)Réédition en novembre 2014 chez Castelmore
8. Assassin's Creed: Underworld, Milady, 2015 ((en) Assassin's Creed: Underworld, 2015)Réédition en novembre 2015 chez Castelmore
9. Assassin's Creed : Le Serment du désert, Milady, 2017 ((en) Desert Oath, 2017)Réédition en novembre 2017 chez Castelmore

### Romans indépendants
- The Hanging Gale (1995), roman signé Ray Evans
- L'Ultime Secret, City Éditions, 2012 ((en) The Sacred Scroll, 2012)
- City of Gold (2013)

### Ouvrages divers
- Mad About the Boy: The Life And Times of Boy George And Culture Club (1984)
- Martin Allen is Missing (1984)
- How to Be Oxbridge (1985)
- Croquet, the Complete Guide (1986)
- The Journey Back from Hell: Conversations with Concentration Camp Survivors (1988)
- Berlin to Bucharest: Travels in Eastern Europe (1990)
- A Dance Between Flames: Berlin Between the Wars (1993)
- The Great Escape (1994)
- An Honourable Defeat: A History of German Resistance to Hitler, 1933-1945 (1994)
- Ruling Passions: Sex, Race And Empire (1995)
- The Devil's Mariner: A Life of William Dampier, Pirate And Explorer, 1651-1715 (1997)
- Last Talons of the Eagle: Secret Nazi Technology Which Could Have Changed the Course of World War II (1998), en collaboration avec Gary Hyland
- Extinct (2001), en collaboration avec Alex West
- Peggy Guggenheim: a Biography (2001)
- Il Gigante: Michelangelo, Florence and the David, 1492-1504 (2002)
- The Egyptians: The Kingdom of the Pharaohs Brought to Life (2003)
- Trace Your Family History Back to The Tudors: Who Do You Think You Are? (2006)
- Empire's Children (2007)
- Gateway of the Gods: The Rise and Fall of Babylon (2008)
- We Built the Titanic (2010)
- Titanic (2012)